# 手当 (給与)
手当（てあて）とは、給与において基本の給料（基本給）のほかに諸費用として支払われる賃金である。職務・勤務条件の特殊性や時間外労働、生計費、賞与などに依拠して支給される。日本の例では、扶養手当、地域手当、住居手当、通勤手当、資格手当、役職手当、時間外手当（超過勤務手当）などがある。
各種手当についてはその企業の就業規則（公務員のうち、国家公務員については一般職の職員の給与に関する法律（給与法）及びその他の法律・人事院規則、地方公務員については各地方自治体の条例）で定められており、その有無・支給額は企業ごとに異なる。なお、賞与はこれらの手当とは別枠とみなされる場合が一般的である。

## 手当の種類

### 扶養手当・家族手当
従業員に扶養家族が居る場合に支給される手当である。「家族手当」とも呼ばれる。支給の際、扶養家族が居るという証明書類を会社に提出する必要がある。支給金額は扶養家族の人数に応じて増減するケースが多く、国家公務員の場合は配偶者については13,000円、その他の家族については6,500円（配偶者がない場合、そのうちの1人について11,000円）とされる。

### 地域手当
地域における物価等を考慮し、一定の地域に在勤する職員に支給される手当である。「都市手当」とも呼ばれる。複数地域に拠点を構えるような企業の従業員に対して支給される場合が多い。国家公務員については、地域により7段階にわけて支給される。
職場の移転でこの手当が問題になることがある。独立行政法人石油天然ガス・金属鉱物資源機構では特別都市手当として、川崎市にある本部に勤務する職員に6%、東京都特別区に勤務する職員に12%の手当を支給する。この法人は東京への移転を計画しているが、移転するとそれまでの特別都市手当の支給率が引き上げられるため、人件費が大幅に増加することになる。

### 通勤手当
通勤にあたり交通機関の利用を必要とする従業員に対して、その通勤費を手当として支給する。支給額は「通勤定期代が最も安くなる通勤ルートの定期券料金」をそのまま支給するケースが大半である。また、算出の際、定期券の有効期間を最長期間分（通常、鉄道は6か月分、バスは3か月分）として算出するケースが多い。ただし、最安ルートを取ると通勤時間が大幅に増加してしまうような場合や、頻繁に勤務先が変わることが考えられる場合は、この限りではない。
なお、通勤手当は月額10万円までは非課税対象となる。ただし、健康保険料、介護保険料、厚生年金保険料および雇用保険料の負担額の算出対象にはなるため、通勤手当が多くなるほど社会保険料（公務員や私立学校教職員などの共済組合は共済掛金）の負担額が多くなる。

### 住居手当
従業員が住処として使用している住居の家賃の一部を企業が負担するケースと、従業員の持ち家の住宅ローンの返済の補助のために手当を支給するケースがある。いずれの場合も、従業員本人がその住居の世帯主である事を会社に対して証明する必要がある。
また、前者の家賃補助の場合は、従業員自身の扶養家族の有無によって支給金額が異なるケースがあり、扶養手当の補助的な一面も持つ。

### 役職手当
一定の役職（主任職や管理職など）に就いている従業員に対して、職責・ランクに応じた手当を支給する。公務員については、俸給の特別調整額・管理職手当がこれに相当する。

### 資格手当
何らかの資格（特殊技能の免許や高度資格など）を所有している従業員に対して支給される手当である。金額は資格に応じて変動する。「資格」を重視する企業で支給されるケースが多い。

### 時間外手当・超過勤務手当
いわゆる時間外労働に対して割増賃金として支給される手当である。手当額は時間外労働の実績時間に応じて支給され、その時間あたりの支給単価は、通常の1時間あたりの賃金単価の25%以上（休日労働については35％以上。中小企業を除く事業所において1月の時間外労働が60時間を超えた場合はその時間分については50％以上。）の割増率を上乗せする必要がある。なお、この「通常の1時間あたりの賃金単価」とは、基本給と各種手当（ただし、家族手当、通勤手当、別居手当、子女教育手当、住宅手当、臨時に支払われた賃金、1箇月を超える期間ごとに支払われる賃金を除く）を足した「基準内賃金」を1ヶ月当たりの所定労働時間で除した金額となる。
企業の募集要項の中で「従業員への諸手当」の項目に「時間外手当」が挙げられていない場合、時間外労働が発生したとしても時間外手当を一切支給しない、というケースがあるが、これは前述の通り労働基準法違反行為にあたる。（時間外労働#割増賃金も参照）

### 皆勤手当
職場の稼働日全て、あるいは個々の従業員に課せられた出勤日全てに出勤（すなわち皆勤）した従業員に支給される手当。対象となる期間中に1日でも欠勤すると支給されないか、あるいは減額され、後者の場合でも欠勤日が複数日重なると不支給となる。
皆勤手当は、有給休暇を取得した際の取り扱いで問題となりやすい。（詳しくは有給休暇#有給休暇と皆勤手当を参照）

## 国家公務員における各種手当

### 性格と分類
国家公務員法（国公法）は「職員の給与は、その官職の職務と責任に応じてこれをなす」（第62条）と定め、給与体系の原則を職務給においている。したがって、手当も職務の特殊性や時間外労働など、職務に応じたものが基本である。俸給の調整額、特殊勤務手当て、超過勤務手当、休日給などがこれに属する。
ただし、扶養手当や通勤手当など生活給的な手当や地域手当や広域異動手当、寒冷地手当といった地域給的な手当も併用されている。このような手当は民間給与との均衡や勤務地域間の権衡を図り、職員の生計費上の必要性を満たすなどの目的で用意されたものである。生活給的な手当について、法制局長官、人事院総裁を務めた佐藤達夫は「これらは必ずしもその官職の職務と責任に応ずるものとはいえないが、これらは、現実的な経済上の要請などからいってやむをえないもの」とする見解を示している（ p41）。
佐藤達夫は国家公務員の手当をその性格から以下のように分類している。
1. 職務ないしは勤務の特殊性によるもの
  1. 俸給の一部ないしは一部とみられるもの - 俸給の調整額
  2. その他のもの - 俸給の特別調整額、本府省業務調整手当(本府省の業務に従事する行(一)、専行、税務、公(一)、公(二)又は研究の俸給表の適用職員(俸給の特別調整額が支給される職員を除く。)に支給。)、専門スタッフ職調整手当(極めて高度の専門的な知識経験・識見を活用して遂行することが必要とされる業務で重要度・困難度が特に高い業務に従事することを命ぜられた専門スタッフ職３級職員に支給。)、特殊勤務手当
2. 特別の時間帯にかかる勤務に関するもの - 超過勤務手当、休日給、夜勤手当、宿日直手当、管理職員特別勤務手当
3. 初任給の調整に関するもの - 初任給調整手当
4. 生活給的性格のもの - 扶養手当、通勤手当、住居手当、単身赴任手当
5. 地域給的性格のもの - 地域手当、広域異動手当(官署間の距離等が60km以上の広域的な異動等を行った職員に対し，官署間の距離に応じ，異動等の日から3年間支給。)、特地勤務手当、準特地勤務手当、寒冷地手当、研究員調整手当
6. 民間の賞与（ボーナス）に相当するもの - 期末手当、勤勉手当、期末特別手当

### 規定とその決定方法
国家公務員の手当は給与法定主義に基づき、主に一般職の職員の給与に関する法律（給与法）において規定されている、なお、寒冷地手当のように給与法以外の法律によって規定されているものもある。
支給額の決定には俸給と同様に、人事院の給与勧告が大きな影響力を及ぼす。勧告は人事院による民間・公務両部門の給与（賞与を含む）の実態調査を基に、官民給与の較差を算出し、民間に職員の給与を合わせる方式をとっている。

### 各手当の解説
以下の手当は給与法に基づいて支給される。
- 俸給の調整額（第10条）

勤務内容・条件が俸給表と職務の級を同じくする他の職員と比べて著しく特殊な職員に対して、その俸給月額を上積みするために支給される手当である。対象職員は保護観察官や麻薬取締官、航空機の操縦士など、一般的に俸給表内で考慮される範囲を超える特殊性をもつ職務に従事するものに限られる。実質的に独自の俸給表を適用されるのと同じ効果をもつため、俸給の一種ないし一部とみなされ、俸給月額と合算した上で、諸手当や退職金等の算出の基礎になる。なお、金額は俸給月額の100分の25を超えない範囲である。
- 俸給の特別調整額（第10条の2）管理又は監督の地位にある職員に支給。
- 初任給調整手当（第10条の3）専門的知識を必要とし，かつ，採用による欠員補充が困難であると認められる官職に採用された職員に一定期間支給。(採用等からの年数に応じ額を逓減。)
- 扶養手当（第11条）
- 地域手当（第11条の2から第11条の7）
- 研究員調整手当（第11条の8）科学技術に関する試験研究を行う機関のうち，研究活動の状況，研究員の採用の状況等からみて人材確保等を図る事情があると認められる機関に勤務する研究員に支給。
- 住居手当（第11条の9）
- 通勤手当（第12条）
- 単身赴任手当（第12条の2）異動に伴って転居し，やむを得ない事情により配偶者と別居して単身で生活する職員に支給。
- 特殊勤務手当（第13条）

特殊勤務手当は、著しく危険、不快、不健康又は困難な勤務に従事した者に支払われる。詳細については人事院規則9-30（特殊勤務手当）により定めがある。など高所作業手当や死体処理手当、放射線取扱手当、坑内作業手当、爆発物取扱等作業手当、水上等作業手当、航空手当、死刑執行手当、防疫等作業手当、有害物取扱手当、異常圧力内作業手当、狭あい箇所内等検査作業手当、道路上作業手当、災害応急作業等手当、山上作業手当、移動通信等作業手当、航空管制手当、夜間特殊業務手当、夜間看護等手当、用地交渉等手当、鑑識作業手当、刑務作業監督等手当、護衛等手当、犯則取締等手当、極地観測手当、国際緊急援助等手当、小笠原業務手当の27種類が定められている。
- 特地勤務手当等（第13条の2から第14条)離島その他の生活の著しく不便な地に所在する官署(特地官署)に勤務する職員に支給．
- 超過勤務手当（第16条）
- 休日給（第17条）祝日法による休日等に勤務した職員に支給。
- 夜勤手当（第18条）正規の勤務時間として深夜に勤務した職員に支給。
- 宿日直手当（第19条の2）宿日直勤務を行った職員に支給。
- 管理職員特別勤務手当（第19条の3）管理又は監督の地位にある職員が，臨時又は緊急の必要等により，週休日又は休日等に勤務した場合に支給。
- 期末手当（第19条の4から第19条の6）民間における賞与等のうち定率支給分に相当する手当として6月1日及び12月1日に在職する職員に支給。
- 勤勉手当（第19条の7）民間における賞与等のうち考課査定分に相当する手当として6月1日及び12月1日に在職する職員に勤務成績に応じて支給。(特定任期付職員及び任期付研究員を除く。)

また、かつて支給されていた手当として、下記のものがある。
- 期末特別手当（第19条の8、法改正により削除、期末手当・勤勉手当に統合）

下記の手当てについては、国家公務員の寒冷地手当に関する法律（寒冷地手当法）に基づいて支給される。
- 寒冷地手当

北海道その他寒冷の地域に在勤かつ居住する職員に支給される手当である。毎年11月から翌年3年の初日、計5回支給される。月額は職員の世帯構成と地域等の区分に応じて定められており、例えば世帯主であり扶養親族のいる職員の場合、2007年7月6日以降(2020年1月1日現在変更なし）、以下の通りとなっている（第2条）。
1. 一級地（北海道のうち旭川市ほか） - 2万6380円
2. 二級地（北海道のうち札幌市ほか） - 2万3360円
3. 三級地（北海道のうち函館市ほか） - 2万2540円
4. 四級地（青森県等北海道以外の寒冷地） - 1万7800円

同法の管轄は総務省であり、詳細については総務大臣が定める。
東日本大震災に対処するための特例
- 死体処理手当の特例　死体を取り扱う作業等1日1,000円 1日に10人以上の死体の収容又は検視の作業1日2,000～3,200円。
- 災害応急作業等手当の特例　東京電力福島第一原子力発電所事故等における作業1日1,000~20,000円。

以下の手当は国家公務員退職手当法（地方公共団体においては各自治体の条例）に基づいて支給される。
- 退職手当

同法の管轄は総務省である。

## 地方公務員
- 地方公務員に支給される手当の種類については、地方自治法に規定されている（地方公務員の項を参照）。国家公務員の例にならうことが多い。

## 民間企業の手当と公務員の手当の関係
国家公務員の手当は、人事院が行う職種別民間給与実態調査によって民間企業と公務員の給与の較差を調べ、これに基づいて人事院勧告を内閣に提出する。地方自治体はおおむね人事院勧告にしたがう形で人事委員会が勧告を出す。したがって、公務員の手当は民間企業の手当に追随するかたちとなる建前だが、民間企業が公務員に準拠するケースもある。
日本共産党の高橋千鶴子によると、2004年の寒冷地手当法の改正に関し、寒冷地手当を支給している民間企業について、人事院が調査した1,143事業所のうち226事業所において公務員に準拠していることを指摘している。